# Rathloser Gehege
Das Rathloser Gehege, auch Rathloser Gehäge genannt, ist ein Waldgebiet in der Stadt Sulingen im niedersächsischen Landkreis Diepholz, zwischen dem 1,4 km entfernten Rathlosen im Westen und Stadt im Osten gelegen. 120 ha sind als Landschaftsschutzgebiet ausgewiesen. Dominierend sind Rotbuche und Stieleiche. Weitere Pflanzen sind beispielsweise die Stechpalme als Strauch. Pillen-Segge, Gewöhnlicher Dornfarn, Sauerklee und Heidelbeere prägen die Krautschicht. Im Wald befindet sich ein Walderlebnispfad und der 51 m über NN hohe Flintenberg. Der geschlossene Wald wird durch die Kreisstraße K 2 durchtrennt. Das Gebiet ist identisch mit dem Fauna-Flora-Habitat-Gebiet 287.